# Assemblée du peuple (Birmanie)
Pour les articles homonymes, voir Assemblée du peuple.

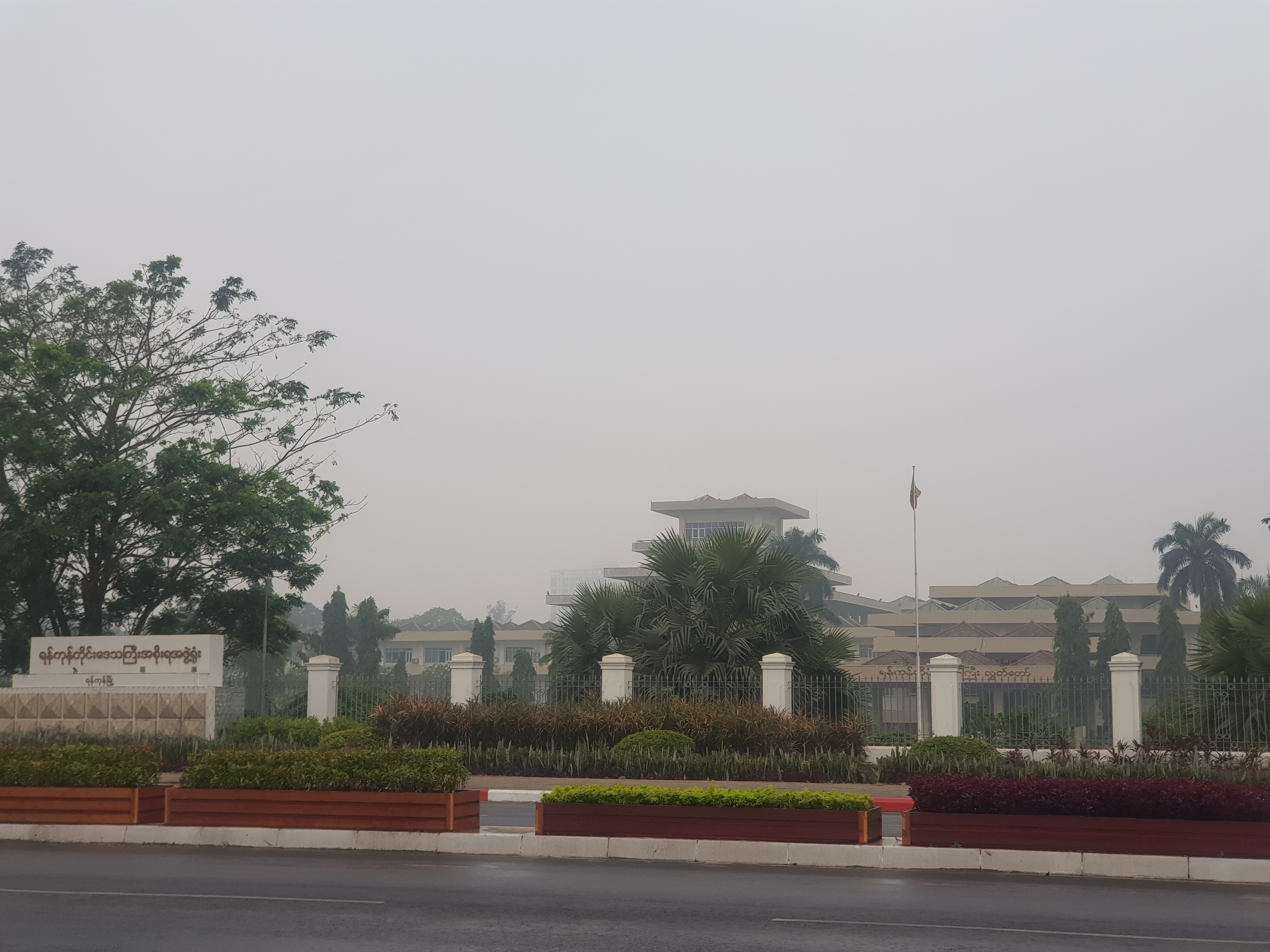
Rangoun, Birmanie.

La Pyithu Hluttaw, ou Assemblée du peuple (birman : ပြည်သူ့လွှတ်တော်) est l'assemblée législative monocamérale de la République socialiste de l'Union de Birmanie de 1974 à 1988. Elle est créée en vertu de la Constitution de 1974 de la Birmanie et dissoute avec l'arrivée au pouvoir du Conseil d'État pour la paix et le développement en 1988.

## Histoire
À la suite du coup d'État birman de 1962, il n'y a aucune législature fonctionnelle entre 1962 et 1974, puisque le Conseil révolutionnaire de l'Union birmane (en) exerce ses fonctions.
En vertu de la Constitution de 1974, l'Assemblée du peuple est composée de membres du Parti du programme socialiste birman. Chaque mandat dure quatre ans. (En août 2010, l'ancien complexe Hluttaw sur la Pyay Road (en) à Rangoun utilisé par le gouvernement militaire du général Ne Win doit être occupé par le bureau du gouvernement de la région de Rangoun (en) et les Hluttaw de la région de Rangoun (en)).